# Dominique Diroux
Dominique Diroux (Neuwied, 16 februari 1978 - Breda, 28 september 1998) was een Duits voetballer die als aanvaller speelde bij NAC.
Diroux had een Duitse moeder en zijn vader kwam van Martinique. Hij groeide op in Zeeland en speelde voor de amateurclubs Walcheren en Middelburg. In 1996 kwam hij bij NAC waar hij gezien werd als een talentvolle aanvaller. Zijn debuut maakte hij op 12 oktober 1996 in de thuiswedstrijd tegen FC Twente. Hij zou in totaal acht keer als invaller spelen namens NAC. Zijn laatste officiële wedstrijd in het eerste elftal was op 15 augustus 1998 in de uitwedstrijd om de KNVB beker tegen SHO. Op maandag 28 september 1998 speelde hij in Breda met het tweede elftal van NAC tegen AZ. Na een half uur voelde hij zich niet goed en liet zich wisselen. Aan de kant zakte hij in elkaar en hij overleed later die avond op 20-jarige leeftijd aan een hartstilstand.